# Mur de Maurenne
 (décembre 2024).
Le Mur de Maurenne est un site d'escalade de Belgique situé à Maurenne, dans la vallée du Feron, non loin de Hastière.

## Situation et accès
Namur-Hastière-Lavaux-Maurenne
IGN : 53/ 7-8
Coordonnées : X 180.967 Y 101.558
Au pont de Hastière, prendre la rue Larifosse, passer devant les Rochers de Tahaut puis continuer sur la N 615  (rue d'Anthée) pendant +-2 km jusqu’à  un petit parking situé à droite. Continuer à pied sur +-15 m puis, obliquer à droite dans le bois.

## Description
Mur vertical calcaire assez compact de 7 à 15 mètres de haut. Escalade sur petites prises;     
12 voies allant du 6a au  8a.